# Borda do Campo
Borda do Campo é uma localidade portuguesa do município da Figueira da Foz que foi sede da extinta freguesia de Borda do Campo, freguesia que tinha 9,91 km² de área e 847 habitantes (2011), e, por isso, uma densidade populacional de 85,5 hab/km².
A freguesia de Borda do Campo, que havia sido constituída em 1989, foi extinta em 2013, no âmbito de uma reforma administrativa nacional, tendo o seu território sido reanexado à freguesia de Paião.
A freguesia de Borda do Campo era, para além da sede, constituída por 6 aldeias: Atouguia, Calvino, Casenho, Porto Godinho, Serrião e Sobral.
Borda do Campo tem como festas tradicionais a Feira Gastronómica Cultural e Económica da Borda do Campo, e o Festival do Carneiro e do Arroz, organizados pela Juventude BordaCampense.
Tem festas religiosas em honra de Santo António (Serrião), em honra de Nossa Senhora da Graça (Porto Godinho) e de Nossa Senhora do Rosário (Calvino).
Durante o mês de Maio realiza-se a Corrida de Barcas Chatas, em que se mostra que o engenho de anos de prática dos mais velhos suplanta a força e agilidade dos mais jovens, organizada pela Juventude BordaCampense.
A Borda do Campo é acompanhada pelo Rio Pranto, último afluente do Rio Mondego, que banha os campos Velho e Marnoto, que produzem arroz, uma das principais culturas agrícolas da zona.

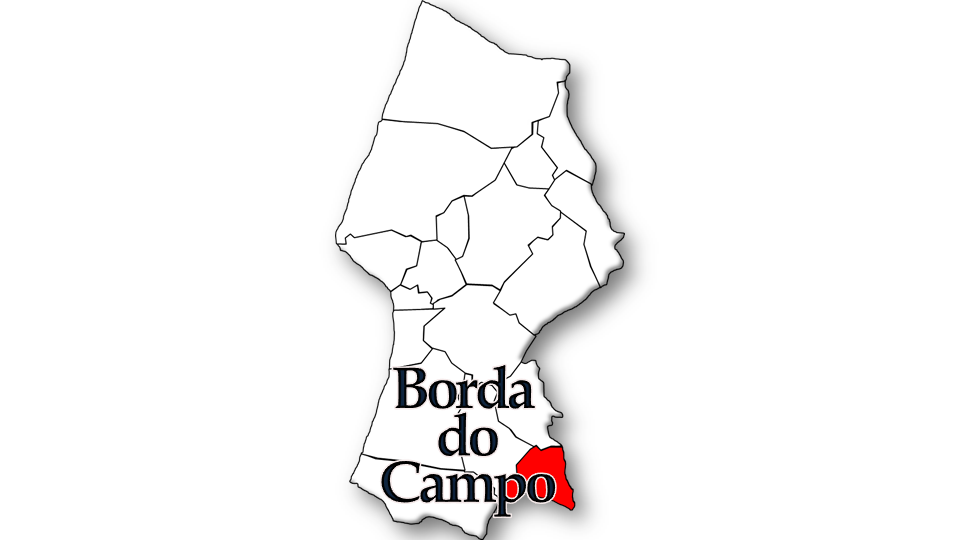
Localização no município de Figueira da Foz

## População
| População da freguesia de Borda do Campo | População da freguesia de Borda do Campo | População da freguesia de Borda do Campo | População da freguesia de Borda do Campo | População da freguesia de Borda do Campo | População da freguesia de Borda do Campo | População da freguesia de Borda do Campo | População da freguesia de Borda do Campo | População da freguesia de Borda do Campo | População da freguesia de Borda do Campo | População da freguesia de Borda do Campo | População da freguesia de Borda do Campo | População da freguesia de Borda do Campo | População da freguesia de Borda do Campo | População da freguesia de Borda do Campo |
| ---------------------------------------- | ---------------------------------------- | ---------------------------------------- | ---------------------------------------- | ---------------------------------------- | ---------------------------------------- | ---------------------------------------- | ---------------------------------------- | ---------------------------------------- | ---------------------------------------- | ---------------------------------------- | ---------------------------------------- | ---------------------------------------- | ---------------------------------------- | ---------------------------------------- |
| 1864                                     | 1878                                     | 1890                                     | 1900                                     | 1911                                     | 1920                                     | 1930                                     | 1940                                     | 1950                                     | 1960                                     | 1970                                     | 1981                                     | 1991                                     | 2001                                     | 2011                                     |
|                                          |                                          |                                          |                                          |                                          |                                          |                                          |                                          |                                          |                                          |                                          |                                          | 1 049                                    | 953                                      | 847                                      |

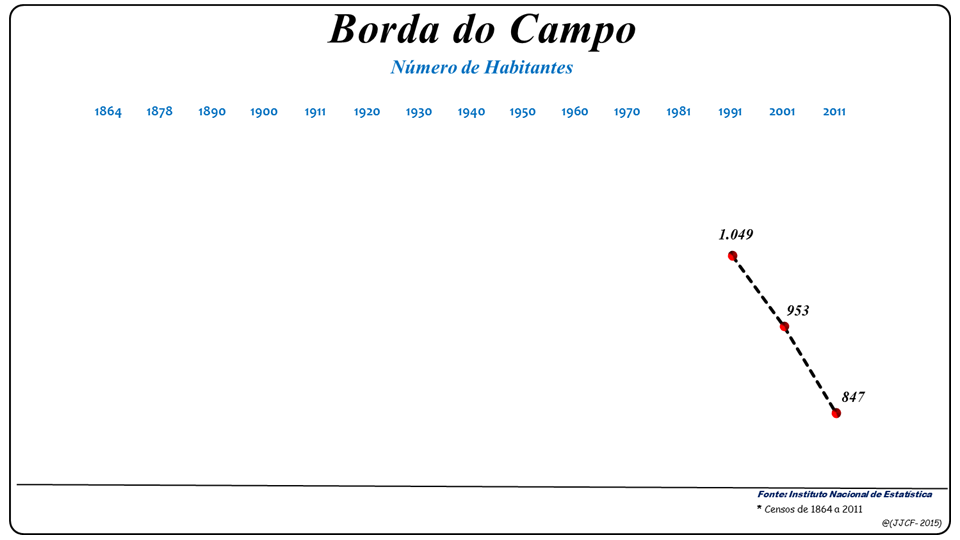
Evolução da População (1864 / 2011)

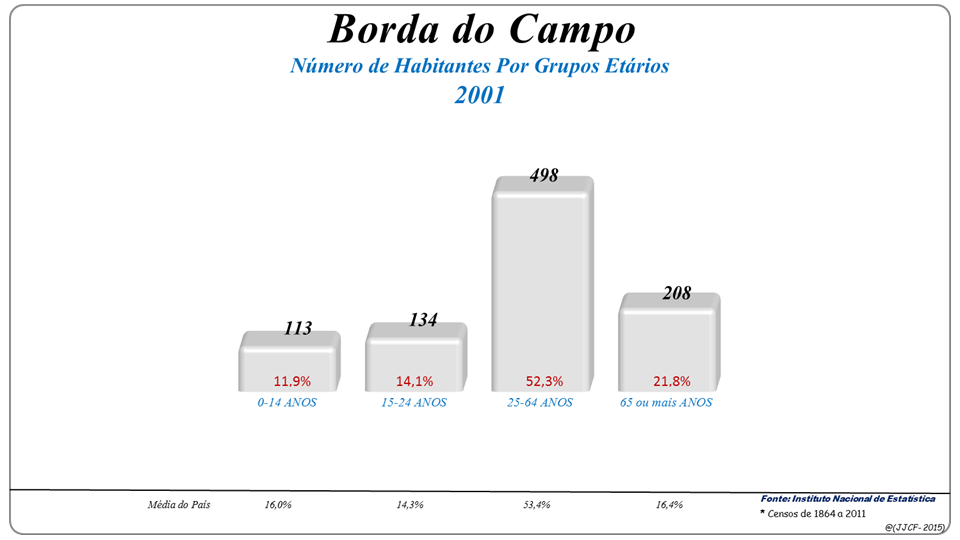
Grupos Etários (2001 e 2011)

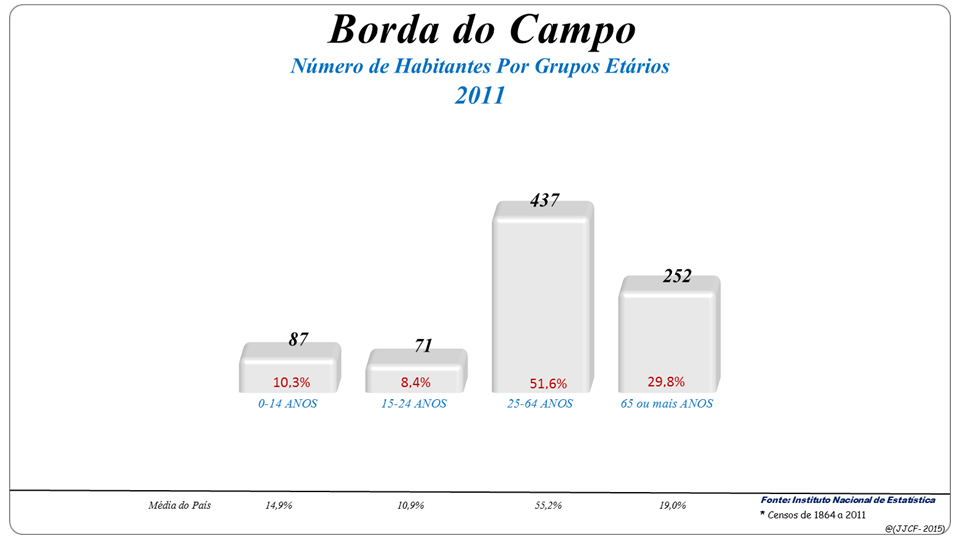
Grupos Etários (2001 e 2011)

Criada pela Lei nº 70/89, de 29 de Agosto, com lugares desanexados da freguesia de Paião (Fonte: INE)

## Associações
- Concelho de Moradores de Borda do Campo
- Juventude BordaCampense
- Associação Cultural e Desportiva Torneira e Serrião
- Grupo Desportivo de Porto Godinho
- Clube de Caçadores